# Agrilus ruficollis
Agrilus ruficollis, é uma espécie escaravelho perfurador de madeira metálico da família Buprestidae. É conhecida a sua existência na Europa e Norte da Ásia (excluindo a China) e América do Norte.

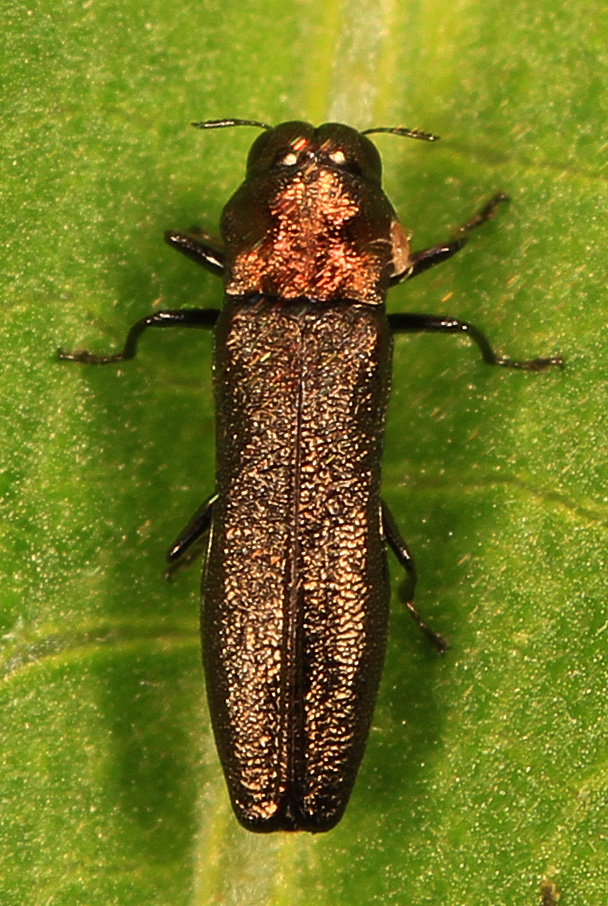
Red-necked cane borer, Agrilus ruficollis